# Póvoa de Varzim (freguesia)
Póvoa de Varzim is een plaats (freguesia) in de Portugese gemeente Póvoa de Varzim en telt 27.810 inwoners (2001).